# Castelo Ardglass
O Castelo Ardglass (também conhecido como The Newark) está situado em Ardglass, County Down, Irlanda do Norte. Era originalmente uma fileira de armazéns do século XV perto do porto. Grandes seções do edifício original ainda podem ser vistas dentro da moderna casa do clube Ardglass Golf Club.(Grid ref: 561 371)

## História
As estruturas do século XV foram convertidas em uma casa acastelada no fim do século XVIII por Charles FitzGerald, o primeiro e último Barão Lecale. O castelo também foi morado por sua mãe, Emily FitzGerald, Duquesa de Leinster, e seu segundo marido, William Ogilvie, que tinha sido tutor de seu filho, Lord Edward FitzGerald. Ogilvie posteriormente trabalhou para desenvolver Ardglass como um porto e resort à beira-mar da moda. Os antigos galpões receberam ameias, janelas regulares e o interior decorado com gesso da época. Ela acabou sendo herdada pela filha de William Ogilvie de um casamento anterior, que era a esposa de Charles Beauclerk, bisneto de Charles Beauclerk, primeiro duque de St Albans. No fim do século XIX, houve novas obras nas janelas e um alpendre adicionado a uma das fachadas. O castelo tornou-se nas instalações do Ardglass Golf Club em 1911.